# سیدی عیش (استان بجایه)
سیدی عیش (استان بجایه) (به عربی: سيدي عيش) یک شهرداری در الجزایر است که در استان بجایه واقع شده‌است.